# Giennadij Filippow
Giennadij Flegontowicz Filippow (ros. Геннадий Флегонтович Филиппов; ur. 1910, zm. 1952) – radziecki reżyser filmowy oraz animator.  

## Życiorys
Giennadij Filippow rozpoczął swoją działalność filmową w 1931 roku. Od 1934 roku pracował w grupie „IWWOS” (studia „Mosfilm”), a dwa lata później w studiu „Sojuzmultfilm”. Zadebiutował jako reżyser w 1937 roku. Jako animator i reżyser współpracował z Borisem Diożkinem. Wyreżyserowali wspólnie kilka filmów animowanych, do najbardziej znanych  należą m.in. Lew i zając, Słoń i mrówka oraz Serce śmiałka.

## Nagrody na festiwalach
Słoń i mrówka (1948)
- Nagroda na X Międzynarodowym Festiwalu Filmowym w Wenecji (1949)

Serce śmiałka (1951)
- Dyplom na V Międzynarodowym Festiwalu Filmowym w Wenecji (1953)

## Filmografia

### Reżyser
- Priwiet gierojam! «ПРИВЕТ ГЕРОЯМ!» (1937)
- Dom N13 «ДОМ N13» (1945)
- Tichaja polana «ТИХАЯ ПОЛЯНА» (1946)
- Słoń i mrówka «СЛОН И МУРАВЕЙ» (1948)
- Lew i zając «Лев и заяц» (1949)
- Kto pierwyj? «КТО ПЕРВЫЙ?» (1950)
- Serce śmiałka «Сердце храбреца» (1951)

### Animator
- Kwartiet «КВАРТЕТ» (1935)
- Skazka o dobrom Umarie «СКАЗКА О ДОБРОМ УМАРЕ» (1938)
- Miedwieżonok «МЕДВЕЖОНОК» (1940)
- Żurnal Sojuzmultfilmu nr 2/1941  «ЖУРНАЛ ПОЛИТСАТИРЫ N 2» (1941)
- Mucha-Cokotucha (1941) «МУХА-ЦОКОТУХА» (1941)
- Muzykalnaja szutka «МУЗЫКАЛЬНАЯ ШУТКА» (1944)
- Orzeł i kret «ОРЕЛ И КРОТ» (1944)
- Sinbad-moriechod «СИНДБАД-МОРЕХОД» (1944)
- Telefon «ТЕЛЕФОН» (1944)
- Zimniaja skazka «ЗИМНЯЯ СКАЗКА» (1945)
- Zaginione pismo «ПРОПАВШАЯ ГРАМОТА» (1945)
- Wiosenne melodie «ВЕСЕННИЕ МЕЛОДИИ» (1946)
- Lisa i drozd «ЛИСА И ДРОЗД» (1946)
- Tichaja polana «ТИХАЯ ПОЛЯНА» (1946)
- Kwartiet (1947) «КВАРТЕТ (1947)» (1947)
- Kim zostanę? «КЕМ БЫТЬ?» (1948)
- Skazka o sołdatie «СКАЗКА О СОЛДАТЕ» (1948)
- Słoń i mrówka «СЛОН И МУРАВЕЙ» (1948)
- Niegrzeczny Fiedia «ФЕДЯ ЗАЙЦЕВ» (1948)
- Czarodziejski skarb «ВОЛШЕБНЫЙ КЛАД» (1950)
- Niedźwiedź Dreptak i jego wnuczek «ДЕДУШКА И ВНУЧЕК» (1950)
- Dudoczka i kuwszynczik «ДУДОЧКА И КУВШИНЧИК» (1950)
- Gdy na choinkach zapalają się ognie «КОГДА ЗАЖИГАЮТСЯ ЕЛКИ» (1950)
- Jeleń i wilk «ОЛЕНЬ И ВОЛК» (1950)
- Leśni podróżnicy «ЛЕСНЫЕ ПУТЕШЕСТВЕННИКИ» (1951)
- Noc wigilijna «НОЧЬ ПЕРЕД РОЖДЕСТВОМ» (1951)
- Szkarłatny kwiat «АЛЕНЬКИЙ ЦВЕТОЧЕК» (1952)
- Wyrwidąb «ВАЛИДУБ» (1952)

Źródło: